# Strategija nacionalne bezbednosti Republike Srbije
Strategija nacionalne bezbednosti Republike Srbije je najviši strateški dokument Republike Srbije kojim se utvrđuju osnovni sadržaji i pravci njene politike nacionalne bezbednosti. Prva strategija usvojena je 26. oktobra 2009. godine. Krajem 2016. počeo je rad na izradi nove, koja je usvojena 27. decembra 2019. godine. Kao krovni dokument ona predstavlja okvir i polaznu tačku za izradu ostalih, hijerarhijski nižih strategija, kao i zakona i javnih politika.
Strategija nacionalne bezbednosti je sveobuhvatan, javno dostupan dokument koji građanima omogućava da se upoznaju sa bezbednosnom politikom svoje zemlje. Pored toga, ona je izuzetno značajna u procesu reforme sektora bezbednosti jer doprinosi transparentnosti, preuzimanju odgovornosti za sprovođenje reformi i demokratskoj kontroli sektora bezbednosti.
Strategija nacionalne bezbednosti Republike Srbije daje pregled bezbednosnog okruženja, definiše sistem nacionalne bezbednosti, identifikuje najviše nacionalne vrednosti i interese i glavne izazove, rizike i pretnje koji ih ugrožavaju. Kao najveću pretnju bezbednosti  Republike Srbije Strategija označava protivpravnu jednostrano proglašenu nezavisnost Kosova.

## Donošenje Strategije nacionalne bezbednosti Republike Srbije iz 2009. godine

### Kontekst
Nestanak državne zajednice Srbija i Crna Gora početkom juna 2006. otvorio je prostor da se Srbija posveti izradi strateškog okvira za politiku nacionalne bezbednosti. U prethodnoj državi, najviši pravni akt, Ustavna povelja državne zajednice Srbija i Crna Gora, nije predviđao postojanje Stategije nacionalne bezbednosti niti bilo kakvog sličnog dokumenta. Međutim, postojanje ovog dokumenta nije predvideo ni važeći Ustav RS iz 2006. Ipak, prateći međunarodni i regionalni trend usvajanja strategija nacionalnih bezbednosti, i Srbija je, kako bi sistematski uokvirila i formulisala svoju politiku nacionalne bezbednosti, pristupila izradi ovog dokumenta.  
Na izradu Strategije nacionalne bezbednosti RS veliki uticaj je imala politička situacija u državi. Predsednik, Boris Tadić, dolazio je iz Demokratske stranke (DS), a premijer je bio Vojislav Koštunica iz Demokratske stranke Srbije (DSS). Oni su imali potpuno različita viđenja spoljnopolitičkih prioriteta i orijentacije Srbije. Zbog toga je jedan nacrt izradio Kabinet predsednika Republike Srbije, a drugi Radna grupa koju je oformila Vlada, a koja je uključivala predstavnike Ministarstva odbrane, spoljnih poslova, unutrašnjih poslova, finansija, Kabineta predsednika Republike Srbije, Bezbednosno-informativne agencije (BIA), Vojnoobaveštajne agencije (VOA) i Vojnobezbednosne agencije (VBA). Donošenje strategije je, međutim, odloženo do usvajanja Zakona o odbrani i Zakona o Vojsci, što se desilo krajem 2007. Ne zna se da li je ijedan od ova dva nacrta iskorišćen prilikom izrade same strategije.
U februaru 2008. dolazi do jednostranog proglašenja nezavisnosti Kosova, što predstavlja značajan faktor uticaja na usvajanje Strategije nacionalne bezbednosti RS.  Od značaja je bilo i usvajanje Rezolucije Narodne skupštine o zaštiti suvereniteta, teritorijalnog integriteta i ustavnog poretka Republike Srbije krajem 2007. godine. Ovom rezolucijom je Narodna skupština proglasila vojnu neutralnost Republike Srbije u odnosu na postojeće vojne saveze.

### Proces usvajanja Strategije nacionalne bezbednosti RS iz 2009. godine
Strategiju nacionalne bezbednosti usvaja Narodna skupština, dok je izrada nacrta strategije stavljena u nadležnost Ministarstva odbrane. Ministarstvo odbrane pritom nije u obavezi da konsultuje ostala relevantna ministarstva prilikom izrade nacrta. Predsednik daje saglasnost na nacrt, koji potom Vlada predlaže Narodnoj skupštini.
Ministarstvo odbrane predstavilo je nacrte Strategije nacionalne bezbednosti i Strategije odbrane krajem 2008. Javna rasprava je trebalo da traje 15 dana, ali je, zahvaljujući insistiranju organizacija građanskog društva produžena na 45 dana. Neke od glavnih kritika su se odnosile na usvajanje zakona o vojsci i odbrani pre usvajanja Strategije, nejasne kriterijume pri rangiranju glavnih izazova, rizika i pretnji,  državocentričan pristup i potpuno zanemarivanje privatnog sektora bezbednosti.
Strategija nacionalne bezbednosti usvojena je 26. oktobra 2009. zajedno sa Strategijom odbrane i setom zakona o odbrani. Ona nema određen rok trajanja i menja se kada se za tim javi potreba.

## Sadržaj Strategije nacionalne bezbednosti RS iz 2009. godine
Strategija nacionalne bezbednosti Republike Srbije iz 2009. godine sastoji se od uvoda, 5 delova i zaključka. Prvi deo je opis bezbednosnog okruženja. U drugom delu su predstavljeni izazovi, rizici i pretnje, a u trećem nacionalni interesi. Četvrti, najduži, deo jeste politika nacionalne bezbednosti, a peti nosi naziv sistem nacionalne bezbednosti.
U Strategiji je istaknuto da bezbednosni problemi prevazilaze isključivo vojni sektor, već obuhvataju i ekonomski, socijetalni, ekološki i energetski sektor. Novi izazovi, rizici i pretnje bezbednosti u posthladnoratovskom okruženju su nepredvidivi, asimetrični i transnacionalni. Kao ključna pretnja po bezbednost Srbije se naglašava pokušaj otcepljenja Autonomne Pokrajine Kosovo i Metohija. Iako je opasnost od oružane agresije smanjena, postoje druge pretnje, poput separatističkih težnji, terorizma, nacionalnog i verskog ekstremizma, obaveštajne delatnosti stranih obaveštajnih organizacija, proliferacije oružja za masovno uništenje, organizovanog i visokotehnološkog kriminala. Izdvajaju se i problemi nastali raspadom Jugoslavije, kao što su nerešen status izbeglih i interno raseljenih lica i nedovršen proces razgraničenja. Bezbednosni izazovi se javljaju i zbog energetske međuzavisnosti, ekonomske i demografske situacije, nekontrolisanog trošenja prirodnih resursa, elementarnih nepogoda, tehničkih i tehnoloških nesreća i globalnog zagrevanja. Kao pretnje se pominju još i korupcija, narkomanija, destruktivno delovanje pojedinih sekti i kultova, infektivne bolesti i zaraze.
Među osnovnim opredeljenjima politike nacionalne bezbednosti ističe se proces evropskih integracija i učestvovanje u NATO programu Partnerstvo za mir, ali se vojna neutralnost proglašena rezolucijom Narodne skupštine iz 2007. uopšte ne pominje. Kao elementi politike nacionalne bezbednosti određuju se spoljna politika, ekonomska politika, politika odbrane, politika unutrašnje bezbednosti, politika zaštite ljudskih i manjinskih prava, socijalna politika i politike u drugim oblastima društvenog života.

### Sistem nacionalne bezbednosti
U Strategiji je definisan i sistem nacionalne bezbednosti, njegova uloga, struktura i načela funkcionisanja. On je definisan kao „normativno, strukturno i funkcionalno uređena celina elemenata čijom se delatnošću ostvaruje zaštita nacionalnih interesa Republike Srbije“. Deli se na sistem nacionalne bezbednosti u širem i užem smislu. U širem ga čine najviši organi zakonodavne, izvršne i sudske vlasti: Narodna skupština, Predsednik, Vlada, Savet za nacionalnu bezbednost, sudovi i tužilaštva. U užem podrazumeva sistem odbrane, snage Ministarstva unutrašnjih poslova, bezbednosno-obaveštajni sistem i privremeno formirane organe i koordinaciona tela za pojedine krize.
Narodna skupština odlučuje o ratu i miru, donosi zakone i druge opšte akte i nadzire rad Vlade i drugih organa. Predsednik predsedava Savetom za nacionalnu bezbednost i komanduje Vojskom Srbije. Pored toga, on daje smernice i ukazuje na određene probleme i važna pitanja. Vlada je ključni organ koji predlaže i sprovodi politiku nacionalne bezbednosti. Ona usmerava i usklađuje funkcionisanje sistema nacionalne bezbednosti. Savet za nacionalnu bezbednost je koordinaciono telo koje čine najviši funkcioneri izvršne vlasti i rukovodioci ključnih elemenata sistema nacionalne bezbednosti. Njegova uloga je da prati rad sistema nacionalne bezbednosti, predlaže mere za njegovo unapređenje i razmatra pitanja od značaja za ovu oblast.

## Strategija nacionalne bezbednosti RS iz 2019.

### Proces usvajanja nove strategije
Krajem novembra 2016. sa radom je počela Radna grupa za izradu nacrta Strategije nacionalne bezbednosti i Strategije odbrane i Bele knjige odbrane. Nju su činili predstavnici Ministarstva odbrane, drugih nadležnih ministarstava, Generalnog sekretarijata predsednika Republike, Bezbednosno-informativne agencije i Kancelarije za evropske integracije. Ministarstvo odbrane je predstavilo nacrte nove Strategije nacionalne bezbednosti i Strategije odbrane krajem aprila 2018. i sprovelo javnu raspravu od 20. aprila do 15. maja 2018. Nacrti ovih dokumenata su predstavljeni na okruglim stolovima održanim u  Novom Sadu, Nišu i Beogradu. Stručna javnost je uputila brojne primedbe i sugestije, koje su se najviše odnosile na nedovoljno vremena za upoznavanje sa nacrtima, organizovanje javne rasprave tokom praznika, smanjivanje demokratske i civilne kontrole nad sektorom bezbednosti i nejasne kriterijume za rangiranje i klasifikaciju izazova, rizika i pretnji. Ministarstvo odbrane je potom objavilo Izveštaj o sprovedenoj javnoj raspravi u kojem je obrazloženo koje primedbe i sugestije nisu prihvaćene, dok revidiran nacrt nije bio objavljen. Vlada je krajem avgusta 2019. dostavila Skupštini predloge Strategije nacionalne bezbednosti i Strategije odbrane, i oni su usvojeni 27. decembra 2019. godine.

### Sadržaj Strategije nacionalne bezbednosti RS iz 2019.
Nova Strategija sadrži nekoliko bitnih razlika u odnosu na Strategiju iz 2009. Jasno se ističe politika vojne neutralnosti Srbije i potreba saradnje sa NATO, kroz program Partnerstvo za mir, i sa Organizacijom Ugovora o kolektivnoj bezbednosti (ODKB). Uvodi se u strategiju koncept totalne odbrane, koji predstavlja integralno angažovanje svih subjekata sistema odbrane. Evropske integracije i članstvo u Evropskoj uniji su istaknuti kao jedan od nacionalnih interesa Republike Srbije, a Strategija je generalno usklađena sa Zajedničkom spoljnom i bezbednosnom politikom EU. Deo koji se odnosi na izazove, rizike i pretnje nije mnogo promenjen. Protivpravno jednostrano proglašenje nezavisnosti Kosova i dalje ima najistaknutiju poziciju, a na listu izazova, rizika i pretnji su dodate masovne ilegalne migracije.
Promene su ovim nacrtom uvedene i u sistem nacionalne bezbednosti, koji je sada podeljen na upravljački i izvršni deo. Uloga predsednika postaje jača, jer je ovim dokumentom predviđeno da on, a ne Vlada, usmerava funkcionisanje celokupnog sistema. Savet za nacionalnu bezbednost je stavljen uz najviše organe izvršne i zakonodavne vlasti u upravljački deo sistema, iako su njegove nadležnosti savetodavne. S druge strane, sudska grana vlasti nije prepoznata kao deo sistema i njena kontrolna i nadzorna uloga je izostavljena.
Budući da se ne zna kako se važeća Strategija do sada sprovodila, pozitivna novina je ubacivanje u nacrt dela koji se odnosi na sprovođenje strategije. Njime je predviđeno da Ministarstvo odbrane izradi akcioni plan i o njegovoj realizaciji podnosi Vladi i nadležnim odborima Narodne skupštine godišnji izveštaj, sa čijim sadržajem se upoznaje i Savet za nacionalnu bezbednost. Vlada takođe prati sprovođenje Strategije, o čemu podnosi godišnji izveštaj i preduzima korektivne mere, ukoliko je potrebno.

## Literatura
- Branko Krga, Strategija nacionalne bezebednosti u teoriji i praksi. Beograd: Medija centar  „Odbrana“, 2017.

## Spoljašnje veze
- Zvanični sajt Ministarstva odbrane Republike Srbije
- Zvanični sajt Beogradskog centra za bezbednosnu politiku Архивирано на веб-сајту  (30. јун 2019)